# Talazoparib
Le talazoparib est un médicament anticancéreux vendu sous la marque Talzenna.

## Mode d'action
Il s'agit d'un inhibiteur de la poly ADP ribose polymérase (PARP) qui agit en bloquant la réparation de l'ADN,.

## Usage médical
Le talazoparib est un médicament utilisé pour traiter le cancer du sein métastatique ou avancé avec mutation BRCA,. Il est généralement utilisé lorsque les autres traitements ne fonctionnent plus ou ne conviennent plus. Le médicament se prend par voie orale.

## Effets secondaires
Les effets secondaires de ce médicament comprennent la fatigue, un faible nombre de globules rouges, des nausées, un faible nombre de globules blancs ou un faible nombre de plaquettes;. D'autres effets secondaires graves peuvent inclure le syndrome myélodysplasique. L'utilisation de ce médicament pendant la grossesse peut nuire au fœtus. Des doses plus faibles peuvent être utilisées chez les personnes souffrant de problèmes rénaux.

## Histoire
Le médicament a été approuvé pour un usage médical aux États-Unis en 2018 et en Europe en 2019,. Aux États-Unis, une dose typique coûte environ 16 000 dollars américains par mois à partir de 2021. Au Royaume-Uni, ce montant coûte environ 5 000 livres sterling au NHS.